# Josep Sunyol
Josep Sunyol i Garriga (Barcelone, 21 juillet 1898 – Sierra de Guadarrama, 6 août 1936) est un homme politique et dirigeant sportif catalan, président du FC Barcelone. Il fut fusillé par les franquistes durant la guerre civile.

## Activité politique
Josep Sunyol était un nationaliste catalan de gauche. 
En 1930, alors que le pays est sous la dictature de Primo de Rivera, il fonde l’hebdomadaire sportif La Rambla. Cet hebdomadaire, qui a pour slogan « Sport et citoyenneté », se classe politiquement du côté de la gauche républicaine et tente de diffuser les idées catalanistes à travers la chronique sportive (« pedagogia catalanista a través de la crònica esportiva »).
Le 14 avril 1931, la République est proclamée et le roi Alphonse XIII doit quitter l’Espagne. Des élections pour désigner une assemblée constituante sont organisées et Josep Sunyol se présente sous l’étiquette de l’ERC (Esquerra Republicana de Catalunya, en français Gauche Républicaine de Catalogne). Il est élu député aux élections du 28 juin 1931. Il sera par la suite réélu en 1933 et en 1936.

## Implication dans le sport
Josep Sunyol devient sociétaire du FC Barcelone en 1925 lorsque les autorités décident de fermer le stade Les Corts après que le public barcelonais eut sifflé l’hymne royal espagnol. Trois ans après son adhésion, il entre en 1928 à la direction du club.
Parallèlement à sa présence dans la direction du FC Barcelone, il est, entre 1929 et 1930, président de la Federació Catalana de Futbol (Fédération Catalane de Football).
Le 17 juillet 1935, il est élu président du FC Barcelone. Il va tenter de redresser la situation économique du club alors très mauvaise. De plus, il renforce le club en recrutant les joueurs Balmanya, Iborra et Areso, et en faisant appel à l’entraîneur irlandais Patrick O'Connell qui venait d’être sacré champion d’Espagne avec le Betis Séville.
Sous sa présidence, l’équipe remporte le championnat catalan (saison 1935-1936) et parvient en finale de la Coupe d'Espagne (21 juin 1936, défaite 2-1 contre le Real Madrid).
Outre son implication dans le football, Josep Sunyol est aussi entre 1933 et 1934 président du Reial Automòbil Club de Catalunya (RACC), un club automobile catalan.

## La Guerre civile
La guerre civile espagnole éclate en juillet 1936. En tant que nationaliste catalan et homme de gauche Josep Sunyol se range du côté républicain.
Quelques jours après le début de la guerre, il se rend à Madrid pour transmettre des messages au gouvernement républicain. Sur le chemin du retour, il est arrêté sur le front de la Sierra de Guadarrama par les troupes nationalistes. 
Reconnu par les nationalistes, il est fusillé le 6 août 1936.